# Alamosa East
Alamosa East statisztikai település az USA-ban, Colorado államban, Alamosa megyében. Lakosainak száma 1453 fő (2020. április 1.).

## Népesség
A település népességének változása:

| 2010 | 1 458 |
| 2020 | 1 453 |